# Allariz
Allariz est une commune d'Espagne de la province d'Orense, dans la communauté autonome de Galice (Espagne). On y comptait 6 059 habitants en 2012. Allariz est reconnu par sa gastronomie, ses artisans locaux et ses fêtes. Allariz a été inscrite à l'UNESCO en 2005 pour sa variété de sa faune et sa flore. C'est également un passage du tracé de la "Via de la Plata" pour les pèlerins qui se rendent à Saint-Jacques-de-Compostelle. Ils y découvrent de nombreux monuments religieux de style gothique ainsi que le pont romain. Elle est traversée par la rivière Arnoia.

## Galerie

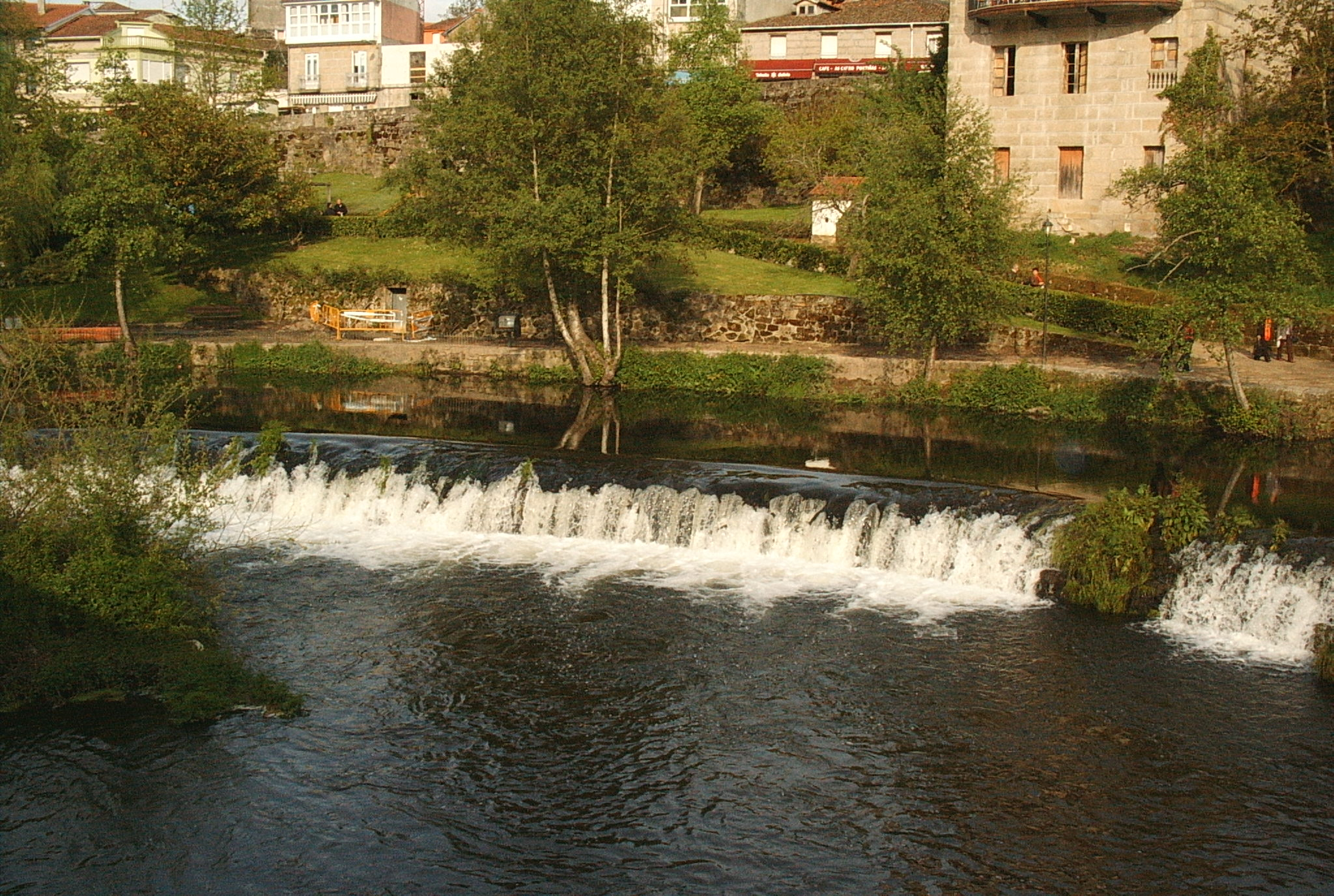
Rivière Arnoia
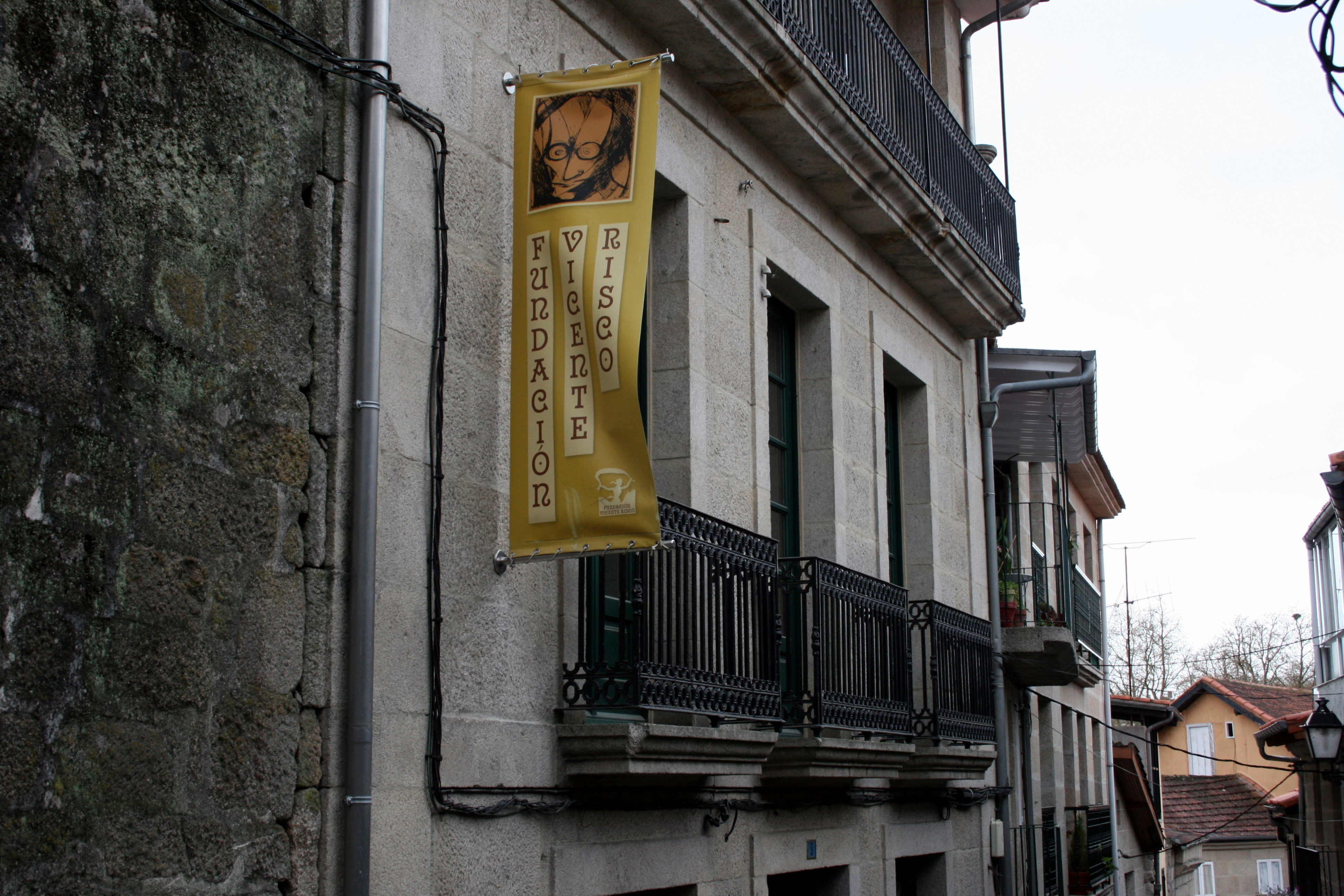
Façade du musée Vicente Risco
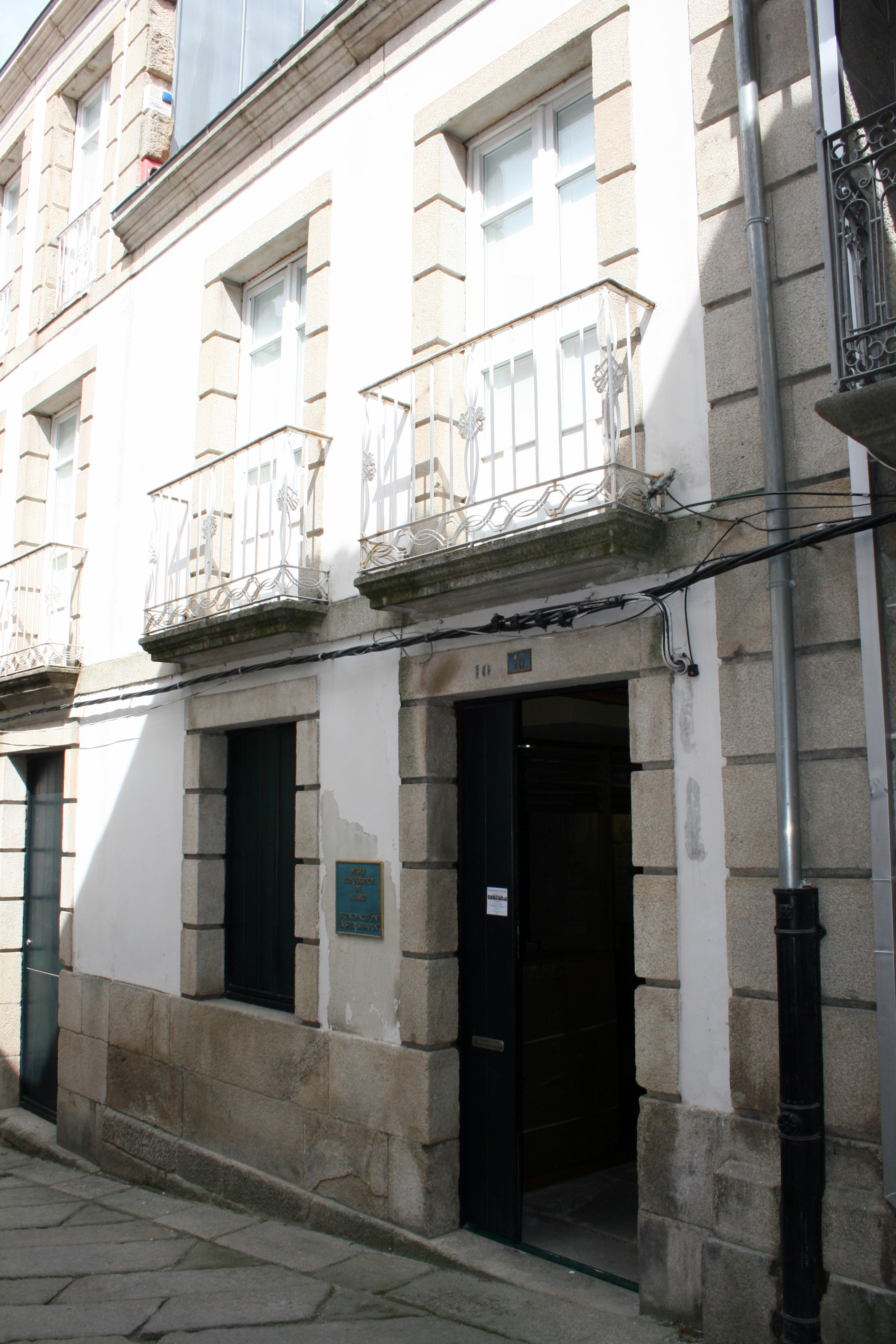
Façade du musée iconographique
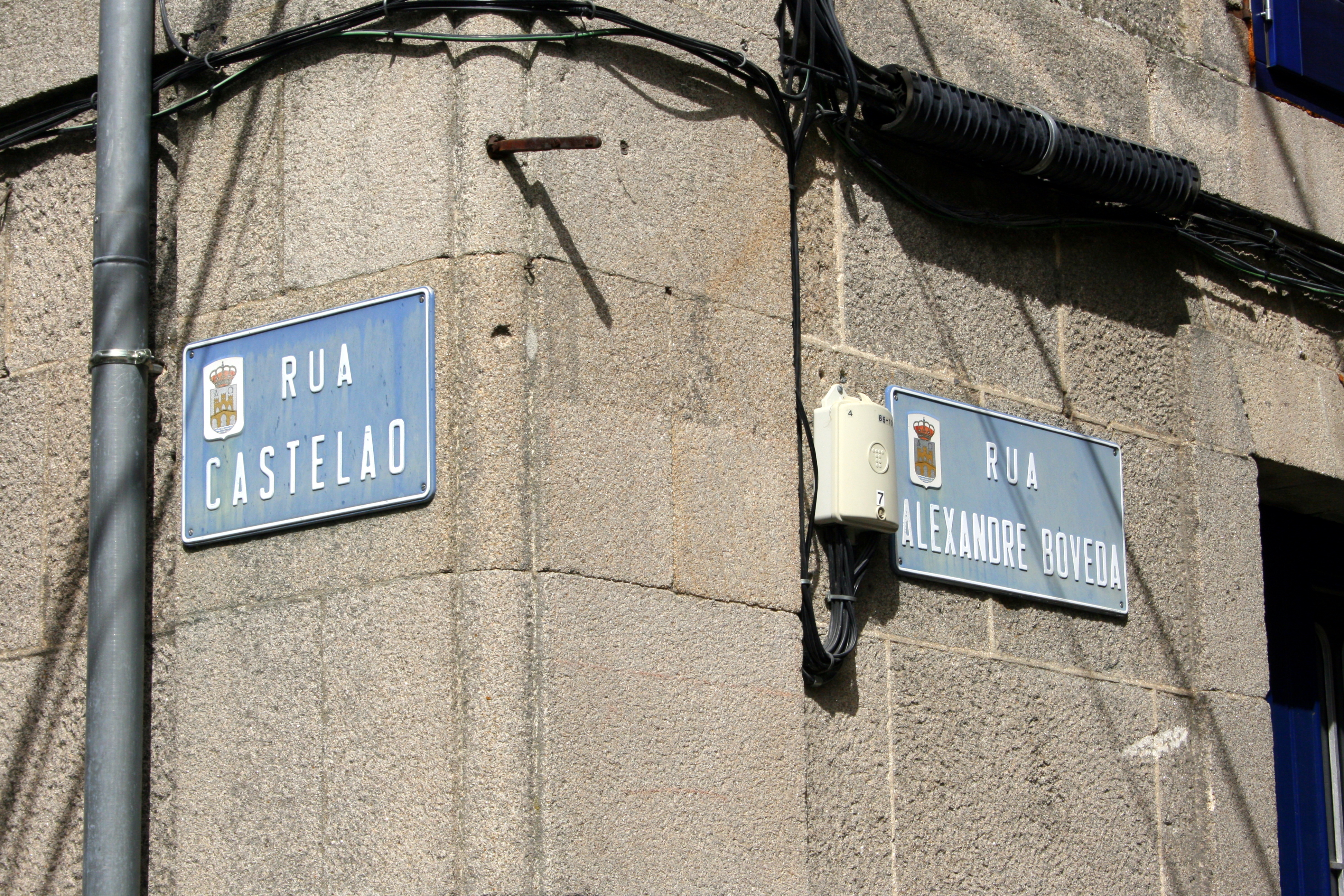
Deux rues portent le nom de Castelao et Alexandre Bóveda

## Fêtes et événements culturels
- Fête du bœuf
- Fête des empanadas
- Festival International des Jardins

## Personnalités liées à la ville
- Laura Seara (1975-), avocate et femme politique[1].

## Jumelage
- Cadaujac (France) depuis 2014

## Commerces et Tourisme
(février 2015).
Allariz y UNESCO
Outlet Allariz
Club hippique depuis 1992
Musée du cuir
Musée d'iconographie
Musée du jouet de la Galicie
Parc ethnographique et d'anthropologie de la rivière Arnoia